# Rudi Geil
Rudolf „Rudi“ Geil (* 25. April 1937 in Oberlahnstein, Kreis St. Goarshausen, Hessen-Nassau; † 12. Februar 2006 in Lahnstein, Rhein-Lahn-Kreis, Rheinland-Pfalz) war ein deutscher Politiker (CDU).

## Leben und Beruf
Nach dem Abitur 1957 am staatlichen Gymnasium Oberlahnstein studierte Geil Wirtschaftspädagogik an den Universitäten in Bonn und Frankfurt am Main. In Frankfurt wurde er aktives Mitglied der katholischen Studentenverbindung Staufia-Straßburg im KV. 1961 legte er die Prüfung zum Diplom-Handelslehrer und 1963 das Zweite Staatsexamen ab. Er trat 1961 in den Schuldienst des Landes Rheinland-Pfalz ein und war bis 1971 als Berufsschullehrer in Lahnstein und Koblenz tätig, zuletzt als Oberstudienrat.
2006 verstarb er in Lahnstein nach langer und schwerer Krankheit.

## Partei
Geil schloss sich 1960 der CDU an. Er war von 1971 bis 1980 Vorsitzender des CDU-Kreisverbands Rhein-Lahn und von 1980 bis 1991 Vorsitzender des CDU-Bezirksverbands Montabaur. 1988 wurde er zum stellvertretenden Landesvorsitzenden der CDU Rheinland-Pfalz gewählt. 1992 unterlag er Werner Langen bei der Wahl zum CDU-Landesvorsitzenden.

## Abgeordneter
Geil war von 1964 bis 1978 Ratsmitglied der Stadt Lahnstein und dort von 1965 bis 1972 Vorsitzender der CDU-Fraktion. Von 1969 bis 1987 und erneut ab 1989 war er Kreistagsmitglied des Rhein-Lahn-Kreises. Er gehörte von 1971 bis 1993 dem rheinland-pfälzischen Landtag an, war dort seit März 1973 stellvertretender Vorsitzender und von November 1976 bis Juni 1981 Vorsitzender der CDU-Fraktion.
Von 1994 bis 1997 war er Mitglied des Landtags von Mecklenburg-Vorpommern.

## Öffentliche Ämter
Im Zuge einer Kabinettsumbildung wurde Geil am 12. Juni 1981 als Nachfolger von Georg Gölter zum Minister für Soziales, Gesundheit und Umwelt in die von Ministerpräsident Bernhard Vogel geführte Regierung des Landes Rheinland-Pfalz berufen. Am 23. Mai 1985 wechselte er an die Spitze des zuvor von Heinrich Holkenbrink geleiteten  Ministeriums für Wirtschaft und Verkehr.
Nachdem die CDU bei den Landtagswahlen im Mai 1987 die absolute Mehrheit verloren hatte und eine Koalition mit der FDP eingegangen war, musste Geil am 23. Juni 1987 das Wirtschaftsministerium an Rainer Brüderle übergeben. Gleichzeitig wurde er zum Minister des Innern und für Sport ernannt.
Nach dem Rücktritt Vogels war Geil seit Dezember 1988 Mitglied der von Ministerpräsident Carl-Ludwig Wagner geführten Landesregierung. Am 21. Juni 1990 wurde das Sportressort aus dem Innenministerium ausgegliedert. Nach der Wahlniederlage der CDU bei den Landtagswahlen im April 1991 schied er am 21. Mai 1991 aus der Regierung aus und wurde in seiner Funktion von Walter Zuber abgelöst.
Geil wechselte Anfang 1993 in die Landespolitik Mecklenburg-Vorpommerns und wurde am 19. Februar 1993 als Innenminister in die von Ministerpräsident Berndt Seite geleitete Landesregierung berufen. Am 12. Mai 1997 schied er aus der Regierung aus.
1997/98 war er Sonderbeauftragter der Bundesregierung für den Aufbau Ost im Range eines Staatssekretärs.

## Ehrungen und Auszeichnungen
1998 wurde Geil mit dem Großen Bundesverdienstkreuz mit Stern ausgezeichnet, nachdem er bereits am 29. Dezember 1989 das Große Verdienstkreuz erhalten hatte. 2005 wurde ihm die Ehrenbürgerschaft der Stadt Lahnstein verliehen.
2008 wurde zu seinen Ehren die Lahnbrücke zwischen Ober- und Niederlahnstein in Rudi-Geil-Brücke umbenannt.

## Sonstiges
In der CDU hatte Geil wegen seiner Vielseitigkeit und seiner Qualitäten als Problemlöser den Spitznamen „Allzweck-Rudi“.